# MarikinOnline4
《MARIKINonline4》（日語：マリキンオンライン4（フォー）），簡稱Mo4。是一款由teamMO/Axez presents.製作的超現實&華麗戰鬥離線單機RPG。

目次
1	作品信息
2	官方公約
3	劇情介紹
3.1	設定背景
4	主要角色
5	注釋與外部連結
作品信息
作品名稱	《MARIKINonline（offline）4》
收費類型	完全免費
官方網站	https://www.marikinonline4.com/
語言類型	日本語
推薦遊玩年齡	15歲以上
歷代作品[1]	《MARIKINonline1》
《MARIKINonline2》
《MARIKINonline3》
更多的信息可以參閱Qazxcvbwx所作的序章&第一章中文翻譯實況視頻中的簡介。
官方公約
利用規約【日語/英語】
若要對該作品進行二次同人創作並在相關平台發布（如推特）或發起相關討論，則需要遵守公約中的內容。
中文翻譯可以查看以下摺疊內容↓
註：由於規約在初次發布後由於社區環境變化而經歷過數次更改，一切以現時點下官網上發布的規約原文為準，翻譯僅作參考。
展開MO4官方注意事項的中文翻譯By:しちに(@scn_72)·十庭(@Miistin_MO)
展開另外是圈內為了不造成官方困擾的宣導By:しちに(@scn_72)
劇情介紹
五年前——
為了反抗Marikin、渴望著「絕對的暗之力」的Sigkin與Bachikin。
黑暗將他們的理智吞沒，甚至違背自己的意願做出了一系列殘暴的行為。
最後因為阻止他們而站出來的Jack，兩人得以恢復正常。

當Sigkin和Bachikin打算以重建曾經親手破壞的城鎮以贖罪時，曾經被他們製造出來、現在本應該被全部處理掉了的Homobi型機器人卻再度出現在他們面前……
設定背景
總本山
Sigkin等人的故鄉。
充滿了許多回憶的應歸之鄉。
黑暗之力
原為過去對世界產生威脅，物慾的女神——Deaelle的力量。
而曾經被Deaelle附身一次的Bachikin，即便在Deaelle被消滅後也能夠繼續使用剩下的力量。
越是使用力量就越容易失去理性。
Homobi型機器人
量產型殺人機器。
從何時開始存在、名稱定義皆為謎的禁忌兵器「Old·Doll」的其中一種。
由過去被黑暗污染內心的Bachikin指使製造。
但說到底也只是仿製品而已，和過去確實存在的正品不是同一種東西。
主要角色
池沼（いけぬま）是原作遊戲中可操作對象們的所屬種族，簡稱為「沼」。
Sigkin【シグキン】
本作主角，怕麻煩且不友好的懶沼。
他內心曾經被黑暗統治，他和Bachikin做了壞事，試圖統治世界。
他的廚藝是一流的。
Bachikin【バチキン】
暴走族，墨鏡是其標誌性的物品。
患有句尾帶「Bachi」的Bachibachi症候群。
實際上腦袋並不好使，性格也相當單純。
Otsukin【オツキン】
精通以魔劑為主的藥學，為了做出禁忌的劇藥「Extreme魔劑」而日夜反覆研究的天才（（？））科學學者。
Syumitaro【シュミタロウ】
宇宙最強男。認真起來的時候體型也會隨之變得巨大。
喜歡激烈的鬥爭和製作甜品。
僅僅是翻個身子都能引發地震。
Jack【ジャック】
三代主角，曾經平息了Sigkin的暴走。
雖然是個十分不正經的輕浮男子，但也有著善良的一面。
與Sigkin爭吵不斷。
冰虎【コオリトラ/Cooletla】
擅長機械，有著冷靜沉著的性格。負責為Sigkin等人提供幫助。
和Otsukin是舊友，兩人經常在一起行動。
一日三餐全是拉麵。
Marikin【マリキン】
初代主角。將Galgame和打工作為生活意義的老大哥。
有著將物慾神Deaelle消滅的事跡，亦有被視為英雄的時期，然而現在並非如此。
Fsakin【フサキン】
以武士精神為志向的男子，如同氣球般漂浮著。
為了實現「成為究極鍛造匠人」的目標不知道在哪裡流浪中。
性格輕浮且自由放縱。
Adukin【あづキン】
大家的老媽，常常因為忙於打工而不知道去了哪。
刀子嘴豆腐心。
面癱。
Eclair【エクレア】
有藥癮，能夠通過製藥達到自給自足的沼。
讓人捉摸不透的糟糕人物。
Marikin的跟蹤狂。
Axez【アクシズ】
作曲家，平日裡進行著DJ活動的沼。
精神很脆弱，每天都在掛著淚飲酒和戒酒的死循環中。
Kashikin【カシキン】
有著正經卻又不懂得變通的性格，立志成為一名騎士。
擅長料理，不管是什麼食材都能變成化學武器。
Zakro【ざくろ】
對成年女性抱有狂熱的沼。
能夠分裂，在世界各處都有著遭遇情報。
有著音量能夠震碎窗玻璃程度的能力，本人也引以為傲。
CV：-
Uie【ウイエ】
本體是個熱愛胖次和香蕉的怪沼，在外有著一位詳細不明的人氣作家兼畫師的另一面。
有著「佚名作品全部都是出自那位之手……？」這樣的傳聞。
CV：-
Fuku郎【フク郎/Fukurow】
博愛主義，喜愛小孩子與小動物。
Uie門下的弟子，兩人經常在一起行動。
雖然在意見上完全不合。
荒川【アラカワ/Arakawa】
常時發呆，對事態度敷衍。
熱衷於壽司和戰鬥，十分我行我素的沼。
太陽【タイヨウ/Taiyo】
純粹憑氣勢生存的沼。
雖然是教會的神父，但從未好好履行過職責。本人認為自己就是神。